# Roland D-70
Roland D-70 — 76-нотний синтезатор Super LA, вироблений у Японії в 1990 році. Він мав РК дисплей із підсвічуванням 240 x 64 пікселів і конкурував з робочими станціями Korg M1 і T-серії та Yamaha. Робоча станція SY77, хоча D-70 сам по собі не був робочою станцією, оскільки не мав секвенсора. D-70 також може розділяти або шарувати чотири тони, які утворюють патч, і має TVF-фільтри в стилі D-50. Має вбудовані звуки барабанів і складається з 6 частин, багатотембрових (5 партій синтезатора та одна партія барабанів). Також мав чотири ліві фейдери управління, які можуть бути призначені в режимі реального часу для наступних параметрів: рівень, панорама, настройка, зріз, резонанс, атака та відпуск. Має три режими відтворення: моно, поліфонічний, розділений. Попри те, що він передбачався як "Super D-50", насправді це інша машина, прототип дуже успішних синтезаторів відтворення повних семплів серії JV (ROMplers). Дуже схожий на JV-90, хоча має менше якісних семплів і менше можливостей редагування.

## Можливість розширення
D-70 також може читати карти PCM серії U220 і має два слоти для карт PCM на задній панелі пристрою, а також слот для оперативної пам’яті.

## Типові звуки
Типові звуки включають: Rhodes, струнні, фортепіано, патчі органу, а також звуки синтезатора, такі як: Ghosties, Prologue і SpaceDream.

## Ефекти
Існує шість реверберацій (Room 1–3, Hall 1 & 2 і Gated), затримка і крос-затримка, а також один ефект від Chorus 1 & 2, FB-Chorus, Flanger і Short Delay в іншому ефекті. Існує лише три параметри реверберації/затримки: час реверберації/затримки та рівень зворотного зв’язку затримки. Приспів/фленджер дозволяє встановити рівень, затримку, швидкість, глибину та зворотний зв’язок.

## Дивись також
- Roland D-50